# ライル・ラヴェット
ライル・ラヴェット（Lyle Lovett、1957年11月1日 - ）は、アメリカ合衆国テキサス州出身のシンガーソングライター、俳優。

## 来歴・人物
テキサスA&M大学でジャーナリズムとドイツ語を学ぶ。1986年にソロ・アーティストとしてアルバム・デビューした。ラヴェットの音楽はカントリーがベースとなっているが、他にもジャズ、ゴスペル、スウィング、フォーク、ブルースなども取り入れている。
また、俳優としてロバート・アルトマン作品の常連となっている。
プライベートでは1993年にジュリア・ロバーツと結婚したが、1995年に離婚している。

## ディスコグラフィ

### スタジオ・アルバム
- 『ライル・ラヴェット』 - Lyle Lovett (1986年)
- 『ポンティアック』 - Pontiac (1987年)
- 『ザ・ブルース・ウォーク』 - Lyle Lovett and His Large Band (1989年) ※ライル・ラヴェット・ラージ・バンド名義
- 『ヨシュア・ジャッジズ・ルツ』 - Joshua Judges Ruth (1992年)
- I Love Everybody (1994年)
- The Road to Ensenada (1996年)
- 『ステップ・インサイド・ディス・ハウス』 - Step Inside This House (1998年)
- My Baby Don't Tolerate (2003年)
- It's Not Big It's Large (2007年) ※ライル・ラヴェット・ラージ・バンド名義
- Natural Forces (2009年)
- Release Me (2012年)
- 12th of June (2022年)

### ライブ・アルバム
- Live in Texas (1999年)

### コンピレーション・アルバム
- 『アンソロジーVol.1: カウボーイ・マン』 - Anthology, Vol. 1: Cowboy Man (2001年)
- Smile: Songs from the Movies (2003年)

### サウンドトラック
- 『Dr.Tと女たち オリジナル・サウンドトラック』 - Dr. T & the Women (2000年) ※映画『Dr.Tと女たち』サウンドトラック

## フィルモグラフィ
- Bill: On His Own (1983年) ※テレビ映画
- 『ザ・プレイヤー』 - The Player (1992年)
- 『ショート・カッツ』 - Short Cuts (1993年)
- 『プレタポルテ』 - Prêt-à-Porter (1994年)
- 『あなたにムチュー』 - Mad About You (1995年) ※テレビ・シリーズ。エピソード「Mad About You: Part 2」
- 『冷たい一瞬を抱いて』 - Bastard Out of Carolina (1996年)
- 『ブレストマン/豊胸外科医』 - Breast Men (1997年) ※テレビ映画
- 『ラスベガスをやっつけろ』 - Fear and Loathing in Las Vegas (1998年)
- 『熟れた果実』 - The Opposite of Sex (1998年)
- 『クッキー・フォーチュン』 - Cookie's Fortune (1999年)
- Penn & Teller's Sin City Spectacular (1999年) ※テレビ・シリーズ。エピソード#1.23
- 『あなたにムチュー』 - Mad About You (1999年) ※テレビ・シリーズ。エピソード「The Final Frontier」パート1
- 『ダーマ&グレッグ』 - Dharma and Greg (2000年) ※テレビ・シリーズ。エピソード「The Trouble With Troubadours」
- 『Rain レイン』 - Three Days of Rain (2002年)
- 『ニュー・ガイ』 - The New Guy (2002年)
- 『ブラザーズ&シスターズ』 - Brothers and Sisters (2007年) ※テレビ・シリーズ。エピソード「Something New」
- 『ウォーク・ハード ロックへの階段』 - Walk Hard: The Dewey Cox Story (2007年)
- 『最高の人生の選び方』 - The Open Road (2008年)
- 『キャッスル 〜ミステリー作家は事件がお好き』 - Castle (2010年) ※テレビ・シリーズ。エピソード「Close Encounters of the Murderous Kind」
- 『天使が歌う街』 - Angels Sing (2013年)
- 『ブリッジ〜国境に潜む闇』 - The Bridge (2013–2014年) ※テレビ・シリーズ。10エピソード
- Life in Pieces (2017年) ※テレビ・シリーズ。エピソード「Facebook Fish Planner Backstage」
- 『ブルーブラッド 〜NYPD家族の絆〜』 - Blue Bloods (2020-2023年) ※テレビ・シリーズ。3エピソード
- 『ビッグ・スカイ』 - Big Sky (2022-2023年) ※テレビ・シリーズ。3エピソード